# Центр урагана
«Центр урагана» (англ. Eye of the Hurricane) — драма, в основу которой вошёл сценарий Джесси Вульфа. Подготовки к съемкам длились с 10 мая 2010. Съемки фильма начались 11 октября 2010 года в шт. Джорджия, США. Мировая премьера прошла 10 марта 2012 года.

## Сюжет
Центр урагана это история о небольшой общине из Эверглейдса, которая пытается привести свою жизнь в порядок после ужасного урагана. Фильм рассказывает о взгляде на жизнь одного смелого ребёнка, проблемных подростков, сломленных родителей и верных друзей.
История начинается после прошедшего урагана, и увлекает в путешествие, в котором раскроется сила человеческого духа…

## В ролях
- Никола Пельтц — Рени Кайт
- Мелани Лински — Амелия Кайт
- Кэмпбелл Скотт — Билл Фолсом
- Брайан Дойл-Мюррэй — Харви Майкен
- Колин Форд — Майк Беллард
- Хосе Суньига — Роберто Крус
- Грегори Норман Круз — семинол
- Эндрю Уилсон Уильямс — Тайлер
- Венди Мотт — Эбби Нельсон
- Грант Коллинз — Гомер Кайт
- Джойс Гай — г-жа Нельсон